# Inquisitor taivaricosa
Inquisitor taivaricosa là một loài ốc biển, là động vật thân mềm chân bụng sống ở biển thuộc họ Turridae.